# George Ilenikhena
George Osrzehmen Ilenikhena (* 16. August 2006 in Lagos) ist ein nigerianisch-französischer Fußballspieler, der als Stürmer für die AS Monaco in der Ligue 1 spielt.

## Karriere

### Verein
Nachdem George Ilenikhena alle Jugendmannschaften des Amateurvereins Antony Football Evolution durchlaufen hatte, schloss er sich zur Saison 2021/22 dem Profiklub SC Amiens an, der gerade in die Ligue 2 abgestiegen war. Durch 24 Treffer in 24 Spielen für die B-Jugend von Amiens konnte Ilenikhena im Alter von 15 Jahren auf sich aufmerksam machen und erregte das Interesse französischer Spitzklubs. Ilenikhena gab sein Profidebüt für den SC Amiens am 19. November 2022 beim 10:0-Heimsieg in der Coupe de France gegen Aiglon du Lamentin. Sein erstes Tor in der Ligue 2 erzielte er am 13. Januar 2023 bei einem 1:1-Unentschieden gegen Girondins Bordeaux.
Am 29. Juni 2023 unterschrieb Ilenikhena einen Vierjahresvertrag beim belgischen Meister und Champions-League-Teilnehmer Royal Antwerpen für eine berichtete Ablösesumme von 6 Millionen Euro. Am 11. Oktober 2023 wurde er von der englischen Zeitung The Guardian als eines der 60 größten Talente des Jahrgangs 2006 gelistet. Am 13. Dezember desselben Jahres erzielte er in der 92. Minute sein erstes Champions-League-Tor beim 3:2-Sieg gegen den FC Barcelona und sicherte seinem Verein damit den ersten Sieg in diesem Wettbewerb. Insgesamt bestritt er in dieser Saison 37 von 40 möglichen Ligaspielen, in denen er acht Tore schoss, sechs Pokalspiele mit einem Tor, ebenfalls sechs Spiele in der Champions League mit einem Tor und das gewonnene Spiel um den Supercup.
Am 25. Juli 2024 unterschrieb Ilenikhena beim AS Monaco. Am 19. September erzielte er in der 71. Minute sein erstes Tor für die Monegassen und sicherte ihnen damit einen 2:1-Sieg gegen den FC Barcelona.

### Nationalmannschaft
George Ilenikhena wurde in Lagos, Nigeria, geboren, kam aber schon im Alter von 3 Jahren nach Frankreich und wuchs in Antony, in der Nähe von Paris, auf. George Ilenikhena wurde im Sommer 2021 zum ersten Mal in eine von Frankreichs Jugendmannschaften berufen, als er zusammen mit Warren Zaïre-Emery für die U16-Auswahl nominiert wurde.

## Erfolge
- Gewinner belgischer Supercup: 2023